# Filippo Maniero
Filippo Maniero (né le 11 septembre 1972 à Padoue) est un footballeur italien.

## Biographie
Il inscrit 18 buts en championnat avec l'AC Venise en 2001-2002, ce qui fait de celle-ci la meilleure saison de sa carrière.